# Андрушків Світлана Борисівна
Андру́шків Світла́на Бори́сівна (нар. 19 березня 1971, с. Заприп'ять Ратнівського району Волинської області) — українська співачка (мецо-сопрано), культурно-громадська діячка. Диломант конкурсу естрадної пісні «На хвилях Світязя» (1996, м. Шацьк Волинської області), лауреат Всеукраїнського огляду-конкурсу народної творчості (1999, 2002), 1-а премія Всеукраїнського фестивалю козацької пісні «Байда» (2005, Тернопіль).

## Біографія
Закінчила Теребовлянське культурно-освітнє училище (1989, нині вище училище культури), Рівненський гуманітарний університет (2005).
У Козівському РБК: інструктор клубної роботи (1989—1993), методист вокально-хорового жанру (1993-1994); методист, керівник народного аматорського інструментального ансамблю (1994—2006), від 2006 — провідний методист із культурно-просвітні роботи. Організатор (2001) і керівник дитячої вокальної студії «Браво» Козівської гімназії.

## Дискографія
Видала аудіоальбом «Цвіт Волині несу у душі я» (2005).

## Відзнаки
- Заслужений працівник культури України (1 грудня 2018) — з нагоди 27-ї річниці підтвердження всеукраїнським референдумом Акта проголошення незалежності України 1 грудня 1991 року[1]